# Amphiesma arqus
Amphiesma arqus е вид влечуго от семейство Natricidae.

## Разпространение
Този вид е разпространен в Индонезия.